# Wintersleep
Wintersleep são uma banda canadiana de indie rock.

## História
Os Wintersleep formaram-se em 2001 e lançaram dois álbuns através da editora Dependent Music, um homónimo e outro sem nome. Em 2006, assinaram contrato com a editora Labwork Music, reeditando os seus dois primeiros álbuns no mercado norte-americano. As novas edições dos álbuns incluíam faixas extra e vídeos, para além das faixas presentes nas edições originais.
Em 2007, os Wintersleep lançaram o seu terceiro álbum, intitulado "Welcome to the Night Sky". Ganharam o Juno Award de 2008 para Novo Grupo do Ano. Também ganharam o VideoFACT Award nos MuchMusic Video Awards, graças ao tema "Weighty Ghost". O mesmo tema atingiu o número 57 nas tabelas Canadianas.
Os membros da banda colaboram frequentemente noutros projectos. Paul Murphy e Tim D'eon tocaram numa banda chamada Kary, agora em hiato. O baterista Loel Campbell também tocou na banda Kary, sendo membro de inúmeros projectos, incluindo os Contrived, Holy Fuck, Hayden, The Holy Shroud e The Remains of Brian Borcherdt. Mike Migelow também toca baixo nos Contrived.
Os Wintersleep foram seleccionados como uma das bandas que iriam abrir o concerto de Paul McCartney em Halifax a 11 de Julho de 2009. Actualmente encontram-se em tour com os Editors.

## Discografia

### Álbuns de estúdio
- "Wintersleep" (2003)
- "untitled" (2005)
- "Welcome to the Night Sky" (2007)